# Ольяу
Оля́н (порт. Olhão; МФА: [o.ˈʎɐ̃w]) — муніципалітет і місто в Португалії, в окрузі Фару. Розташований у південній частині країни, на березі Атлантичного океану, на теренах історичної португальської провінції Алгарве. Належить до Фаруської діоцезії Католицької церкви в Португалії. Права міського самоврядування має з 1808 року. Поділяється на 4 парафії. За адміністративним поділом, чинним до 1976 року, був складовою провінції Алгарве. Площа муніципалітету — 130,86 км², населення муніципалітету — 45396 ос. (2011); густота населення — 346,91 осіб/км²
. Патрон — Діва Марія. Святковий день муніципалітету — 16 червня. Поштовий індекс — 8700.  Код місцевої адміністративної одиниці — 0810. Складова статистичного регіону Алгарве.

## Назва
- Оля́н (порт. Olhão, МФА: [o.ˈʎɐ̃w], [ол'а́ўн]) — сучасна португальська назва.
- Оля́н-да-Рештаураса́н (порт. Olhão da Restauração, МФА: [o.ˈʎɐ̃w dɐ ʁɨʃ.taw.ɾɐ.ˈsɐ̃w], «реставраційний Олян») — стара назва, надана з нагоди Олянського повстання 1808 року, що поклало початок реставрації португальського суверенітету після французької окупації.

## Географія
Олян розташований на півдні Португалії, на півдні округу Фару.
межує на півночі та сході з муніципалітетом Тавіра, на північному сході — з муніципалітетом Сан-Браш-де-Алпортел, на заході — з муніципалітетом Фару. На півдні омивається водами Атлантичного океану.
За колишнім адміністративним поділом місто належало до провінції Алгарве — сьогодні це однойменний регіон і субрегіон.
Складається з континентальної частини і острова Армони.

## Історія
1808 року в Оляні спалахнуло повстання проти французьких окупаційних військ.
Відомо, що з 19 століття місто розвивалося в комерційному відношенні дуже швидкими темпами, головним чином завдяки морському порту. Так у другій половині 19 століття португальські кораблі курсували у східній частині Середземного моря і навіть у Чорному морі (у 1871 році судно під командуванням Антоніу да Сілва Геррейру зупинялось у місті Одесі, де купували зернові).

## Населення
| Кількість мешканців | Кількість мешканців | Кількість мешканців | Кількість мешканців | Кількість мешканців | Кількість мешканців | Кількість мешканців | Кількість мешканців | Кількість мешканців | Кількість мешканців | Кількість мешканців | Кількість мешканців | Кількість мешканців | Кількість мешканців | Кількість мешканців |
| ------------------- | ------------------- | ------------------- | ------------------- | ------------------- | ------------------- | ------------------- | ------------------- | ------------------- | ------------------- | ------------------- | ------------------- | ------------------- | ------------------- | ------------------- |
| 1864                | 1878                | 1890                | 1900                | 1911                | 1920                | 1930                | 1940                | 1950                | 1960                | 1970                | 1981                | 1991                | 2001                | 2011                |
| 15 989              | 18 052              | 20 836              | 24 276              | 25 716              | 24 574              | 27 664              | 29 553              | 31 903              | 30 871              | 25 388              | 34 573              | 36 812              | 40 808              | 45 396              |

## Парафії
1. Келфеш (порт. Quelfes)
2. Монкарапашу (порт. Moncarapacho)
3. Ольяу (порт. Olhão)
4. Пешау (порт. Pechão)
5. Фузета (порт. Fuseta)

## Економіка, побут, транспорт
Економіка району головним чином представлена рибальством. Першу рибоконсервну фабрику було засновано французьким підприємством «Delory» ще у 1881 році, а вже у 1919 році в Ольяу нараховувалось близько 80 фабрик по переробці риби. Туризм і сільське господарство (фрукти, цитрусові, маслини) розвинені також.
Місто як і муніципалітет в цілому має добре розвинуту транспортну мережу: з'єднане з іншими муніципалітетами Алгарве і з містом Фару швидкісною автомагістраллю А-22 (відоміша як «Via do Infante») та національною автомобільною дорогою N-125, з Лісабоном — А-2. Має залізничну станцію приміського сполучення на Лінії Алгарве та морський порт.

## Туризм
Серед архітектурних пам'яток особливий інтерес викликають історичний центр міста, декілька церков та каплиць як у самому місті так і на території муніципалітету.
Територія південної частини муніципалітету належить до природного парку «Ріа-Формоза»: порт. Parque Natural da Ria Formosa, який простягається на відстані 60 км уздовж атлантичного узбережжя із загальною площею 18,4 тис. га. Заповідник було створено 9 грудня 1987 року і відомий як водний ареал рідкісних видів птахів та рослин.
Для отримання безкоштовної туристичної інформації у місті діє туристично-інформаційний центр, розміщений за адресою порт. Largo Sabastião Martins Mestre 8-A, 8700-349 Olhão.
Узбережжя Ольяу має декілька пляжів, — усі розташовані на території природного заповідника «Ріа Формоза» (порт. Parque Natural da Ria Formosa). Пляжі муніципалітету: порт. Praia da Armona, Praia da Fuseta, Praia da Fuseta Ria (Tesos), Praia dos Cavacos

## Галерея

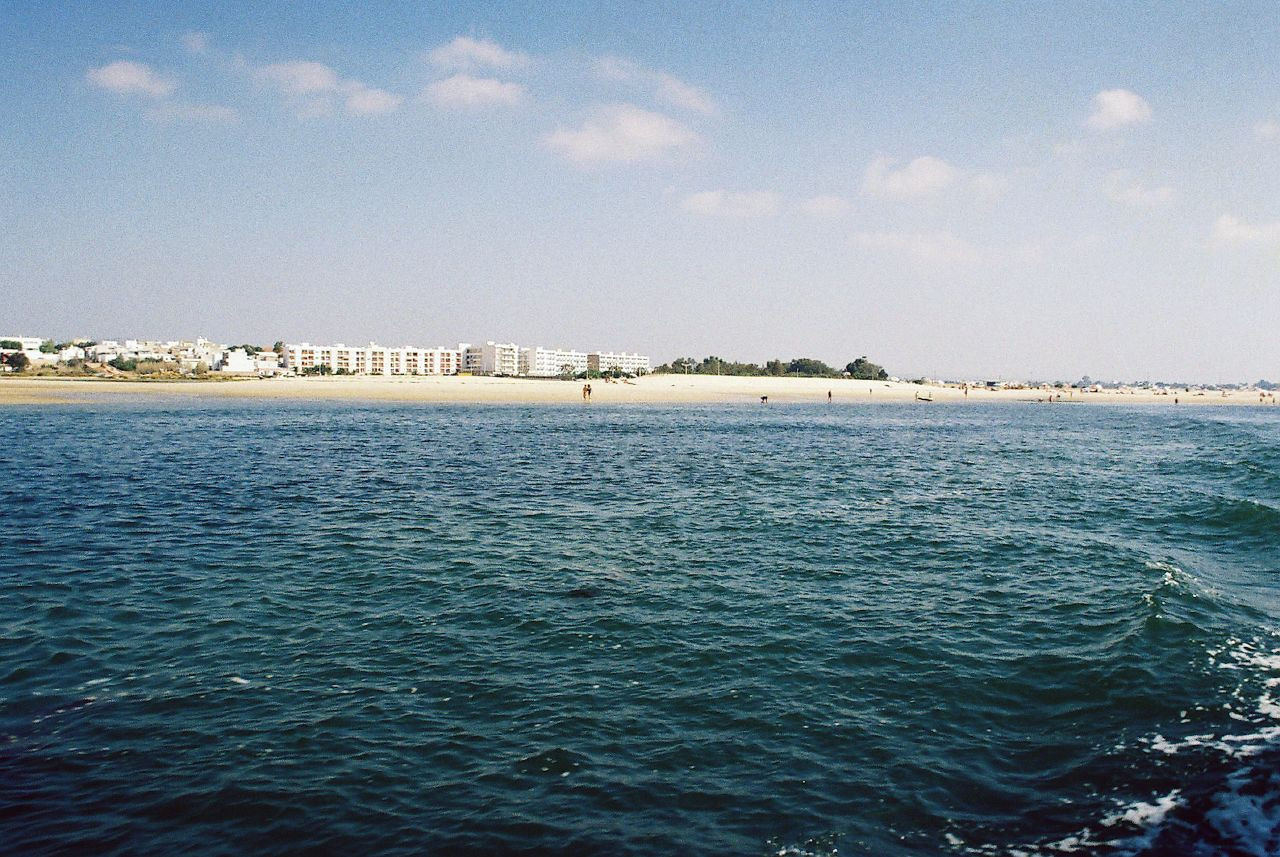
Пляж в Фузеті
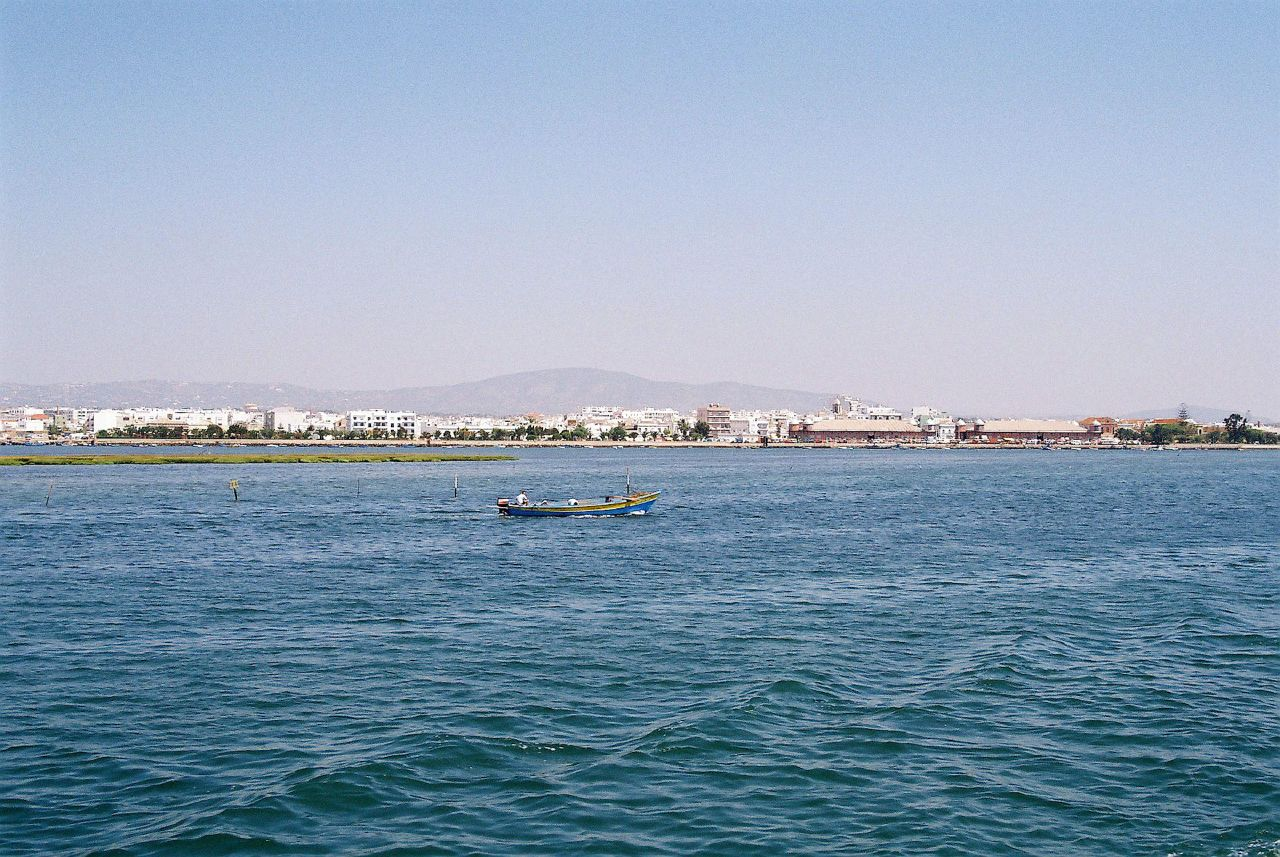
Панорама Ольяу з заповідника «Ріу-Формоза»